# Лудовіко Аріосто
Лудовіко Аріо́сто (італ. Ludovico Ariosto; 8 вересня 1474, Реджо-нель-Емілія — 6 липня 1533) — італійський поет епохи Відродження, автор поем і комедій написаних латиною на класичні сюжети.

## Біографія
Батько Лудовіко бачив сина правознавцем, проте юнак не знаходив натхнення у юриспруденції і присвятив себе вивченню класичної літератури. Він так добре засвоїв форми і розміри римської поезії, що легко писав будь-які вірші латиною. Вірш «Carmen Epithalamium», написаний латинською мовою з нагоди одруження герцога Альфонса I з Лукрецією Борджіа, привернув увагу до молодого поета, тож у 1503 році він поступив на службу до кардинала Іполита д'Есте, брата герцога Альфонса. Аріосто відповідав за організацію різних придворних свят.
У 1522 році Аріосто став губернатором Гарфаньяні. Після повернення в Реджо він збудував собі невеличкий будиночок з садком і городом, де й жив до кінця життя зі своєю коханою Алессандро Бенуччи (бл. 1481—1552). Вона походила з флорентійської купецької родини, була дружиною Тіто ді Леонардо Строцці (двоюрідного брата поета Тіто Веспасіана Строцці), народила від нього шістьох дітей. Стосунки з Аріосто почалися в 1513 році, але і після смерті чоловіка (1515) продовжували залишатися таємними. Шлюб з Аріосто у 1528 році також був таємним (що пояснювалося бажанням Алесандри зберегти права на спадщину першого чоловіка). Аріосто жодного разу не назвав ім'я коханої і дружини в своїх творах.

## Творчість

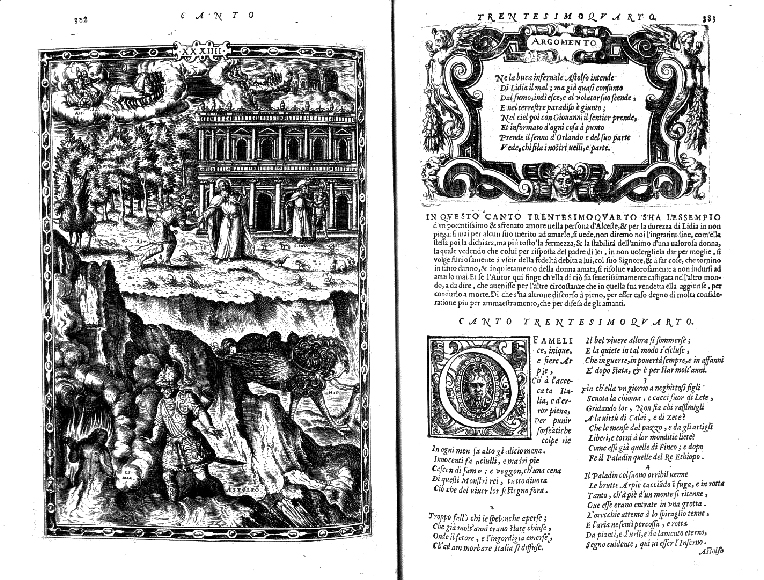
Тридцять четверта пісня «Несамовитого Роланда». Видавець Франческо Франческіні. (1565)

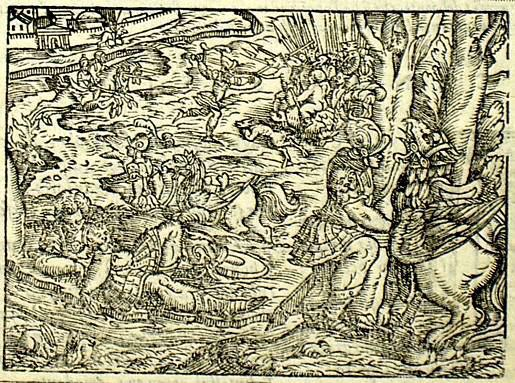
Орландо і гіпогриф, гравюра на дереві (1566), Монпельє

У перших творах наслідував Горація, Тібулла, Овідія.
Найвідоміший твір — поема «Несамовитий Роланд» («Несамовитий Орландо»), (1505—32), присвячена кардиналові д'Есте. Поема складається з 46 пісень, в ній діє близько двохсот персонажів. В поемі «Несамовитий Роланд» (1516), що була продовженням «Закоханого Роланда» Матео Бояро, іронічно трактував мотиви лицарського епосу. Сюжет її побудований на матеріалі французького епосу, куртуазних лицарських романів, зразках античних поетів, але в ній показане життя сучасної Аріосто Італії. Звернення автора поеми до сюжетів французьких лицарських романів, дуже поширених і в італійських народних переказах, не було випадковим. Подвиги паладинів імператора Карла Великого та пригоди лицарів короля Артура, що стали улюбленими сюжетами середньовічної літератури, вперше об'єднав у поемі «Закоханий Орландо» безпосередній попередник Аріосто при Феррарском дворі Маттео Марія Боярдо. Його поема, яка створювалася в 1483—1494 роках, залишилася незакінченою через смерть поета. Аріосто продовжив багато сюжетних ліній «Закоханого Орландо», досить стереотипних також і для італійських народних поем каролінзького і бретонського циклів.
«Несамовитий Роланд» складається з трьох великих епізодів: навала маврів на Францію, безумство Роланда і роман Руджієрі та Брадаманти, який прославляє дім д'Есте. Три основні частини супроводжуються безліччю другорядних епізодів, утворюючи масштабну епічну картину.
Герої поеми Аріосто — шукачі пригод, які беруть участь в битвах з сарацинами — ворогами Карла Великого, з велетнями, чудовиськами. Вони — і закохані, вірні своїм коханим, заради яких здійснюють сміливі подвиги. Несамовитий Орландо одержимий шаленим коханням до Анджеліко — риса багатьох героїв середньовічних романів (божевілля закоханого в Ізольду Трістана, пристрасна любов Ланселота тощо). Однак традиційні сюжети і характери знайшли в поемі Аріосто нове життя на основі гармонійного синтезу, властивого естетиці і стилістиці Високого Відродження. На відміну від середньовічних романів поема Аріосто позбавлена моралізаторства, позиція автора пронизана іронією — він створює героїко-комічний твір. Аріосто проявляє виняткове вміння в композиційній побудові поеми, яка складається з безлічі переплетених і паралельних сюжетних ліній, що нерідко майже дзеркально відображають одне одного. Проте ціле утворює єдність, позначену рисами ренесансної пропорційності.
Оперуючи матеріалами середньовічного роману, Аріосто брав скоріше його жанрові правила, ніж ідеологію. Герої поеми володіють новими, ренесансними рисами. Їм властиві повнота людських почуттів і перш за все сила земного кохання, радісне відчуття життя, нарешті, сильна воля як запорука перемоги в драматичних ситуаціях. «Золоті октави» поеми Аріосто внесли величезний внесок у формування літературної італійської мови. У XVI столітті «Несамовитий Орландо» видавався багато разів, поема була доступна будь-якому грамотному читачеві.
У європейській літературі вплив поеми Аріосто позначився на творчості Сервантеса, Вольтера, Віланда, Байрона.

## Інші твори
Як надвірний комедіограф в Феррарі, Аріосто створив ряд комедій -«Скриня», «Чорнокнижник», «Підмінені». Джерело комізму він шукав у самій дійсності, відтворюючи образи городян, охоплених пристрастю до наживи чи тілесних задоволень. Поза критикою залишався сам герцог Феррари. Його двір, де вже в 80-90-ті роки XV століття ставили Плавта і Теренція, став батьківщиною ренесансної комедії. Театральні постановки приурочувалися, як правило, до сезону карнавальних свят, які вирізнялися тут особливою мальовничістю.

## Твори
- Несамовитий Роланд, поема
- Сатири, 7 сатир (1517—1525)
- Комедії

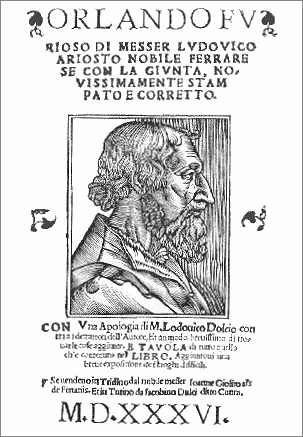
Перше видання «Несамовитого Роланда» (1536)

  - Скриня La Cassaria, в прозі (1508)
  - Підмінені I Suppositi, в прозі (1509)
  - Чорнокнижник Il Negromante, у віршах (1520)
  - La Lena, у віршах (1528)
  - Студенти Gli studenti (незавершена), у віршах (1518-19)
- Поезія: оди, сонети , канцони.